# Kissy
Kissy è un sobborgo povero alla periferia est di Freetown, capitale della Sierra Leone.
Vi si trovano numerosi associazioni umanitarie, tra cui i Giuseppini del Murialdo e Medici senza Frontiere, centri sanitari, tra cui uno gestito dalle Chiese metodiste unite, e un centro di salute mentale.
Un tempo nella zona trovava posto un campo di rifugiati chiamato Waterloo. Terminata la guerra civile, il campo profughi è stato chiuso e smantellato.
Nel 2003 il quartiere ospitava ancora cinquecento profughi provenienti dalla Liberia.